# عين موسى (توغيلت)
عين موسى هو دُوَّار يقع بجماعة تاوغليت، إقليم سيدي قاسم، جهة الرباط سلا القنيطرة في المملكة المغربية. ينتمي الدوّار لمشيخة توغيلت التي تضم 17 دوار. يقدر عدد سكانه بـ 224 نسمة حسب الإحصاء الرسمي للسكان والسكنى لسنة 2004.

## روابط خارجية
- البوابة الوطنية للجماعات الترابية نسخة محفوظة 12 مارس 2018 على موقع واي باك مشين.
- المندوبية السامية للتخطيط